# Stazione di Capua (ferrovia Alifana)
La stazione di Capua era una stazione ferroviaria posta sulla linea Alifana bassa. Serviva il centro abitato di Capua ed era il capolinea settentrionale dell'Alifana bassa fino alla seconda guerra mondiale.

## Storia
La stazione venne attivata il 30 marzo 1913 insieme alla tratta ferroviaria da Napoli a Capua (Alifana bassa), vi transitavano solo i treni della bassa, che per raggiungere Capua percorrevano un tratto in comune con l'Alifana alta da Sant'Andrea dei Lagni al bivio di Biforcazione, dove si separavano da quelli della tratta alta e percorrevano 3,418 km affiancando il fiume Volturno per raggiungere questa stazione, situata nel nord del centro abitato di Capua.
Sulla tratta tra il bivio di Biforcazione e la stazione di Capua era presente anche la casa cantoniera di Capua Macello, situata alla progressiva chilometrica 1+804 da Biforcazione, forse utilizzata anche come fermata facoltativa e della quale non restano più tracce visibili.
Durante la seconda guerra mondiale la linea subì ingenti danni in questa parte, e la tratta tra Sant'Andrea dei Lagni e Capua, compresa questa stazione, venne definitivamente dismessa al termine del conflitto. La ferrovia Alifana bassa continuò ad esistere fino al 1976 con capolinea settentrionale alla stazione di Sant'Andrea dei Lagni, per poi essere dismessa e parzialmente riaperta sotto forma di una nuova linea metropolitana a partire dal 2005.

## Strutture e impianti
Il fabbricato viaggiatori a due piani della stazione è diventato un'abitazione privata dopo la chiusura della linea.